# Jerutki
Jerutki (niem. Klein Jerutten) – wieś mazurska w Polsce położona w województwie warmińsko-mazurskim, w powiecie szczycieńskim, w gminie Świętajno. W latach 1975–1998 miejscowość administracyjnie należała do województwa olsztyńskiego.
Wieś mazurska o okładzie ulicówki z kościołem i cmentarzem, zabytkowym budynkiem plebanii oraz starą szkołą, we wsi działa Fundacja "Kreolia" na rzecz wspierania rozwoju dzieci i młodzieży.

## Historia
Wieś założona w ramach osadnictwa szkatułowego w 1687 r., a następnie powiększona o kolejne grunty w 1701 r. W 1709 powstała w Jerutkach parafia. W 1734 został wybudowany kościół, obok którego powstał cmentarz.

## Zabytki
- We wsi znajduje się kościół filialny, do lat 80. XX w. ewangelicki, obecnie katolicki. Jest to budowla jednonawowa o konstrukcji ryglowej, wzniesiona w 1734 r. Wieża murowana, dobudowana w latach 1820-1821. Ołtarz z 1737 r. jest bogato rzeźbiony, pierwotnie kazalny, polichromowany, ambona odjęta. Ołtarz wykonał Michał Kapicki – snycerz z Wielbarka. Anioł chrzcielny znajduje się obecnie w zbiorach Muzeum Warmii i Mazur w Olsztynie. W kościele znajdują się barokowe organy, zniekształcone współczesnymi przeróbkami. Pod emporą zachodnią znajduje się wmurowana w posadzkę płyta epitafijna żony pierwszego księdza w Jerutkach z 1711 r.
- Cmentarz, częściowo zniszczony, położony przy kościele.
- Pomnik poświęcony mieszkańcom parafii, poległym w czasie pierwszej wojny światowej (w murze na cmentarzu od strony drogi wiejskiej).
- Plebania, wzniesiona na początku XIX w., z dachem naczółkowym.
- Szkoła, położona na południe od kościoła, wybudowana w 1906 r., dwupiętrowa, murowana.